# Pojarkovo (Oblast' dell'Amur)
Pojarkovo (in russo Поярково?) è un villaggio della Russia estremo-orientale, situato nella oblast' dell'Amur; è il centro amministrativo del distretto Michajlovskij.
Il villaggio si trova sulla riva sinistra del canale Pojarkovskaja dell'Amur, alla foce del fiume Zavitaja, 111 km a sud-est di Blagoveščensk.